# LMFAO
LMFAO는 DJ 레드푸와 레드푸의 조카 스카이 블루로 이루어진 미국의 일렉트로팝 래퍼, 프로듀서, 댄서 듀오이다. 이 그룹은 2006년 캘리포니아주 로스앤젤레스에서 만들어졌다. 레드푸는 음악계의 거물 베리 고디의 아들이며, 스카이 블루는 베리의 손자이다. LMFAO는 주로 "파티 록"이라는 음악 스타일을 다룬다. LMFAO는 보통 인터넷 용어인 "Laughing My Fucking Ass Off."를 가리키지만, 레드푸와 스카이 블루는 "Loving My Friends and Others"라는 뜻으로 사용했다고 한다.

## 활동
LMFAO는 2008년 6월 1일 아이튠즈를 통해 Party Rock EP를 발표했고, 2009년 6월 7일에는 정규 앨범 Party Rock을 발매했다. 이 앨범은 빌보드 200 33위까지 올라갔고, 미국 댄스 앨범차트에서는 2위에 올랐다.
이후 2010년 듀오는 새 앨범 작업을 했고, 2011년 6월 17일 두 번째 정규 앨범 Sorry for Party Rocking을 발매했다. 앨범 발매 첫 주 미국에서 27,100장을 팔아 빌보드 200 12위로 데뷔했고, 2012년 1월까지 580,000장을 팔았다. 앨범의 첫 싱글 "Party Rock Anthem"은 2011년 1월 25일 발매되었는데, 영국 출신의 가수 로렌 베넷과 걸 그룹 "파라다이소 걸스"의 프로듀서 군록이 피처링을 해줬다. 이 노래의 안무이자 뮤직비디오에 등장하는 멜버른 셔플은 노래가 많은 인기를 얻는데 도왔다. 싱글은 빌보드 핫 100 1위에 오르며 그룹의 경력 중 가장 성공한 싱글로 남았다. 이 외에 캐나다, 영국 등 10개 이상의 나라에서 10위권에 진입했다. 2011년 5월 27일에는 가수 나탈리아 킬스가 피처링으로 참여한 두 번째 싱글 "Champagne Showers"를 발매했다. 10월 13일에는 세 번째 싱글 "Sexy and I Know It"를 발매했고, 빌보드 핫 100 1위는 물론 캐나다, 오스트레일리아 등 여러 나라에서 1위를 했다.
2012년 9월 21일 무기한 중단에 돌입했다.
비록 해체하지는 않았지만, 각자의 음악활동을 위해 개인활동을 하게 된다.

## 음반 목록
- Party Rock (2009)
- Sorry for Party Rocking (2011)